# Charles Galton Darwin
Sir Charles Galton Darwin (Cambridge, 18 dicembre 1887 – Cambridge, 31 dicembre 1962) è stato un fisico britannico.

## Biografia
Nato a Cambridge, in Inghilterra, da George Darwin (figlio del naturalista Charles, fondatore della teoria dell'evoluzione), Charles G. Darwin fu professore universitario a Edimburgo e direttore del Laboratorio Nazionale di Fisica del Regno Unito.
Fu per primo in grado di calcolare la struttura fine dello spettro dell'atomo di idrogeno e condusse, inoltre, vari esperimenti su diffrazione e prismi. Nel calcolo dell'interazione fra due particelle elettricamente cariche, derivò la Lagrangiana di Darwin, che porta appunto il suo nome.
Per meriti scientifici, nel 1922 fu nominato socio della Royal Society.